# Un sorso di terra
Un sorso di terra (in tedesco Ein Schluck Erde) è l'unica opera teatrale scritta dall'autore tedesco e premio Nobel Heinrich Böll. Böll nutriva un interesse particolare per la tutela dell'ambiente, come testimonia la Fondazione Heinrich Böll istituita in adempimento del suo lascito, e questo interesse è fortemente dimostrato in Un sorso di terra, il cui tema è fortemente in sintonia con le problematiche ambientali emerse nel primo quarto del XXI secolo.

## Trama
La storia si svolge in una società distopica, ambientata diversi secoli nel futuro, dove gli esseri umani vivono su pontoni che galleggiano sopra una Terra allagata. Per sopravvivere, estraggono risorse dai pochi resti di terra e sedimenti recuperati dagli oceani. Un sistema di caste tirannico domina la società, proibendo ogni forma di piacere e attività culturale. I "Sapienti", la casta dominante, che un linguaggio tecnocratico e asciutto, mentre i "Residui", la casta oppressa, ha un vocabolario emotivo e una capacità di provare sentimenti come compassione, contraddizione e sensualità, nonostante le sanzioni e le punizioni. Esplorando le acque si scoprono reliquie del XX secolo, portando a congetture e commenti su come si vivesse in quel tempo.